# Desmia natalialis
Desmia natalialis là một loài bướm đêm trong họ Crambidae.